# Pirita
Pirita là một quận của Tallinn, thủ đô Estonia. Dân số là 15.379 người (thời điểm 1/6/2010).

## Hành chính
Quận Pirita được chia thành 9 phó quận: (tiếng Estonia: asum): Iru, Kloostrimetsa, Kose, Laiaküla, Lepiku, Maarjamäe, Merivälja, Mähe, Pirita.
.